# Јамајчански монарх
Јамајчански монарх (лат. Danaus cleophile, енгл. Jamaican monarch) је инсект из реда лептира (Lepidoptera) и породице шаренаца (Nymphalidae).

## Распрострањење
Ареал врсте је ограничен на мањи број држава. Врста је присутна у Јамајци, Хаитију и Доминиканској Републици.

## Угроженост
Ова врста је на нижем степену опасности од изумирања, и сматра се скоро угроженим таксоном.